# A Billboard 200 listavezetői 2023-ban

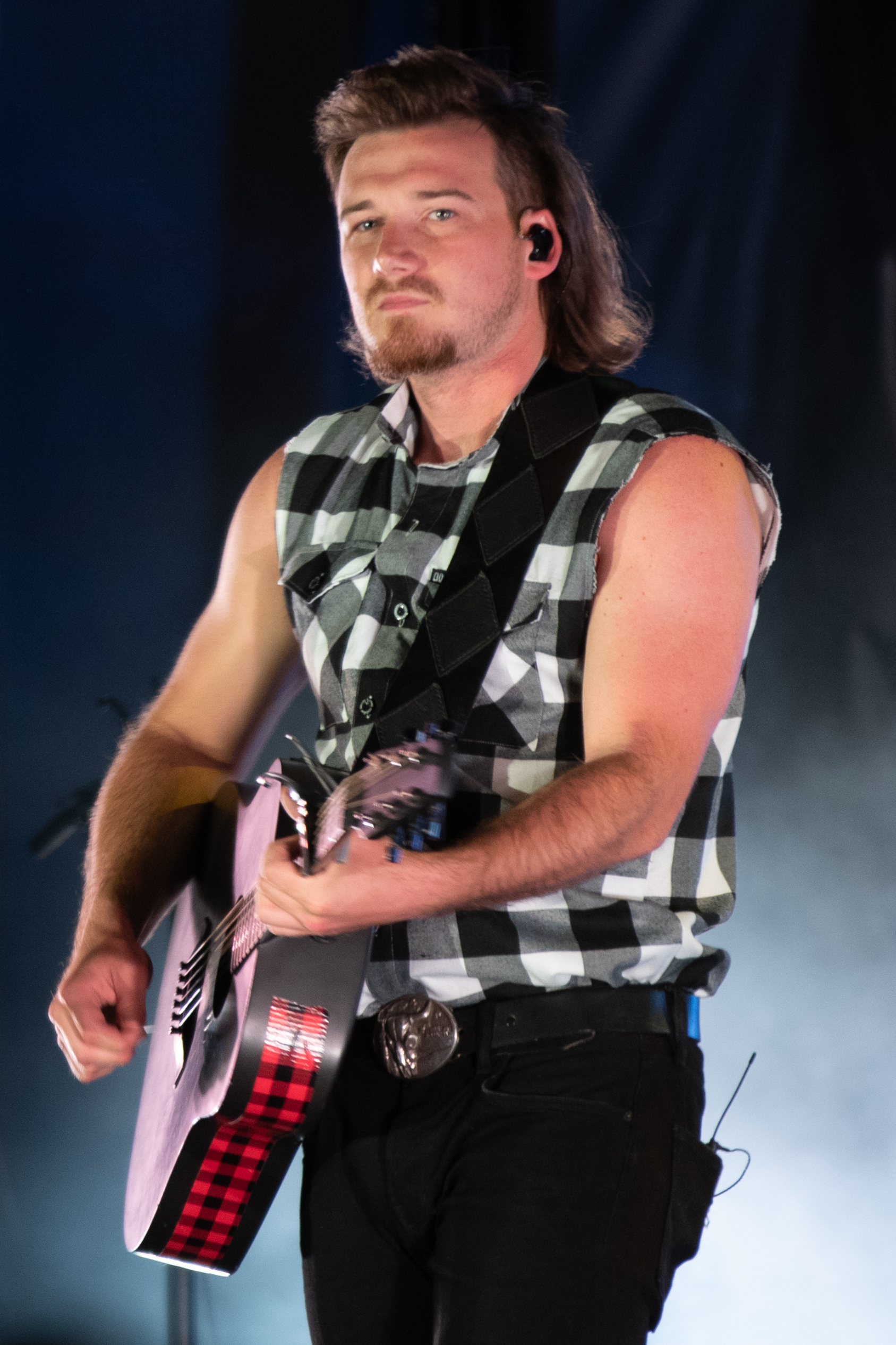
Morgan Wallen country-énekes One Thing at a Time című albuma tizenhat hetet töltött a lista élén, tizenkettőt megszakítás nélkül

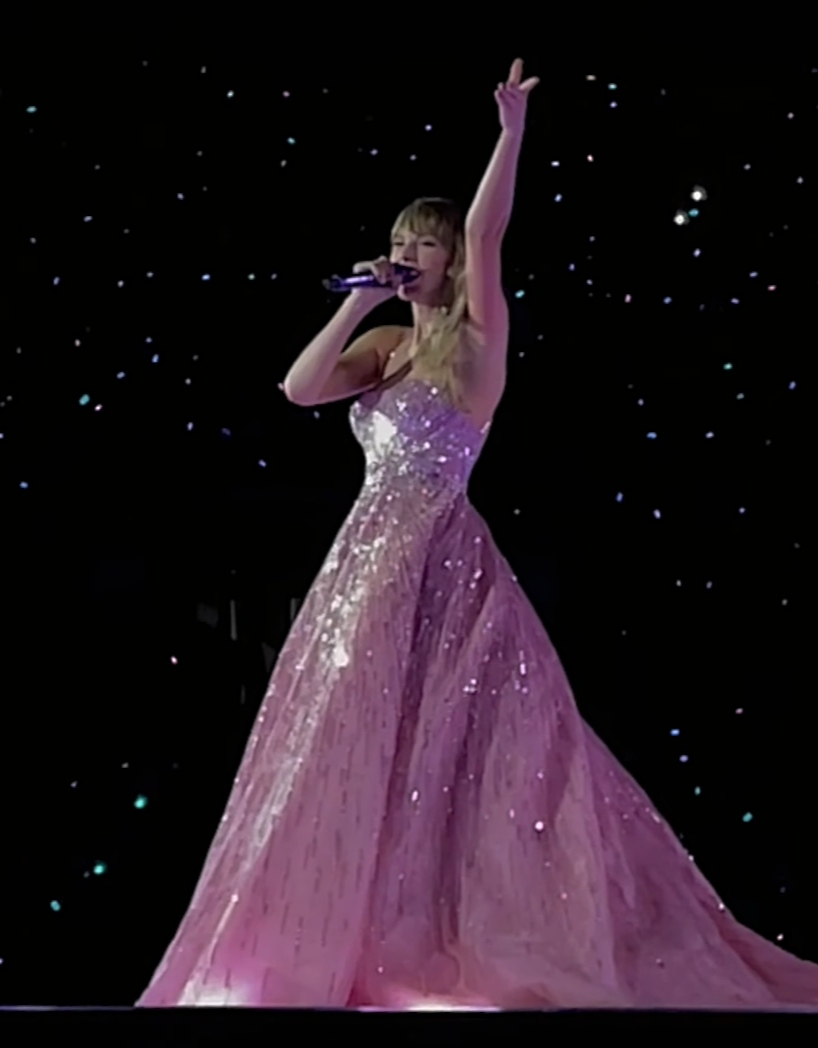
Taylor Swift 1989 (Taylor’s Version) című lemeze rendelkezik az év legjobb és minden idők egyik legjobb nyitóhetével, ami mellett két további albuma is elérte a Billboard 200 élét az évben: a Midnights és a Speak Now (Taylor’s Version)

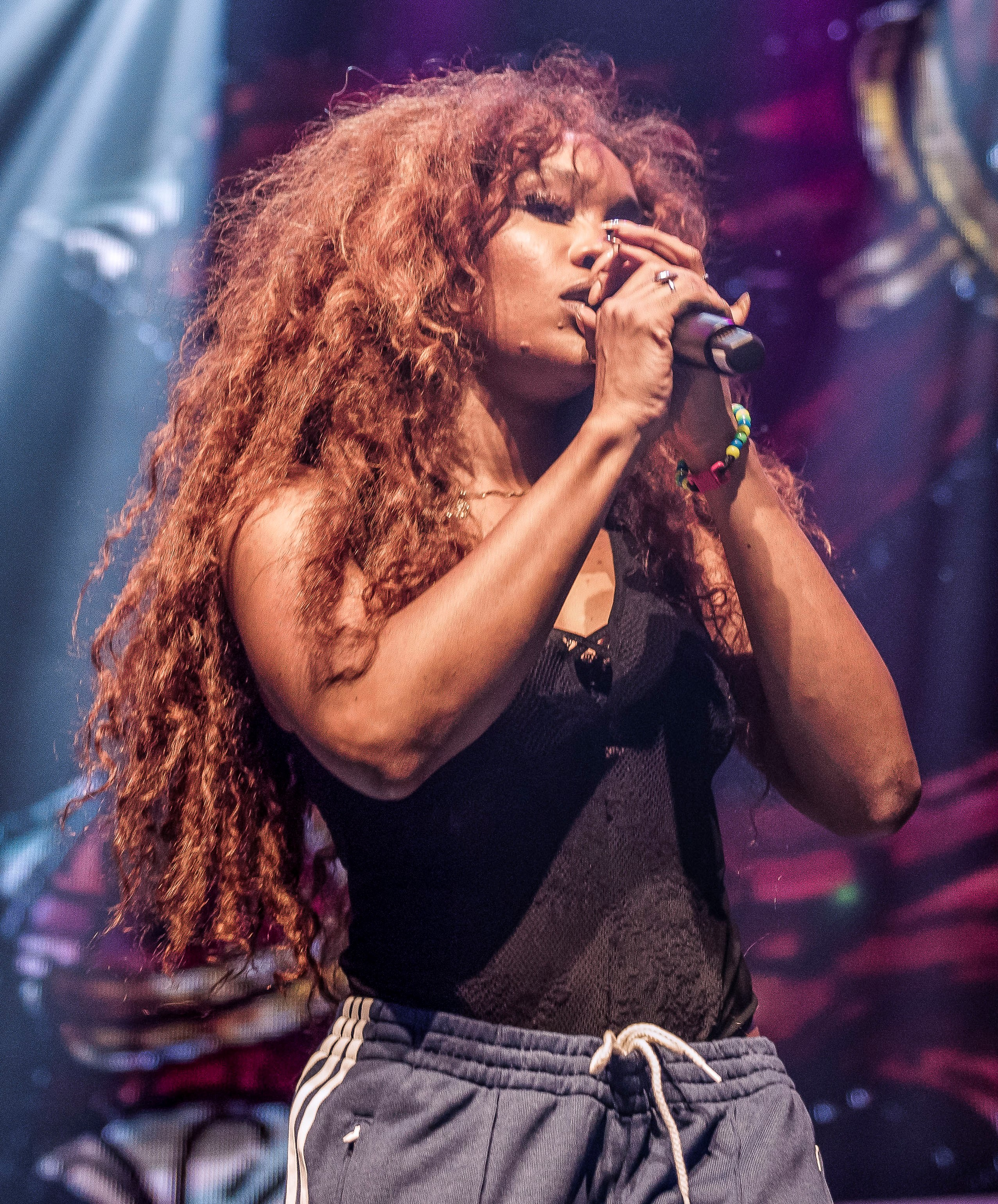
SZA SOS című albuma 2023-ban nyolc hetet (összesen tízet) töltött a lista élén

Az alábbi lista az Egyesült Államokban 2023-ban első helyezett albumokat sorolja fel. A legjobban teljesítő albumokat és középlemezeket a Billboard 200 listán gyűjtik össze és a Billboard magazin adja ki. Az adatokat a Luminate Data gyűjti össze, albummal egyenértékű egységet használva, amely figyelembe veszi az eladott albumokat, az eladott dalokat és streaminget. Egy eladott album, tíz eladott dal az albumról, illetve 1 250 streaming szolgáltatáson lejátszott dal számít egy egységnek (ingyenes, reklámokkal támogatott streaming esetén 3 750).
Morgan Wallen amerikai countryénekes harmadik stúdióalbuma, a One Thing at a Time sokáig 2023 legjobb debütáló hetével rendelkezett, 501 ezer eladott példánnyal, ami a legtöbb volt Taylor Swift Midnights című lemeze óta, amiből 1,58 millió példány kelt el az első héten. Swift Speak Now (Taylor’s Version) című albuma júliusban felülmúlta Wallent, a lemezből 716 ezer példány kelt el egy hét alatt. Swift később megelőzte a korábban említett két albumot minden idők egyik legjobb nyitóhetével, a 1989 (Taylor’s Version) kiadásával, amiből 1,63 millió példány kelt. A One Thing at a Time az év leghosszabb ideig első helyezett lemeze is, tizenhat hétig volt az élen.
Az SOS (2022), SZA amerikai R&B-énekes második stúdióalbuma az év második leghosszabb ideig listavezető lemeze, nyolc hetet töltött a lista élén 2023-ban. A Mañana Será Bonito, Karol G kolumbiai énekesnő negyedik albuma az első női előadó által kiadott spanyol nyelvű album, ami listavezető lett és mindössze a harmadik spanyol nyelvű album, aminek sikerült elérnie a csúcsot.
Taylor Swift három albuma is listavezető volt az évben: a Midnights, a Speak Now (Taylor’s Version) és a 1989 (Taylor’s Version).

## Lista
| Az év legjobban teljesítő albuma |

| Dátum          | Album                               | Előadó(k)           | Albummal egyenértékű egység | For.          |
| -------------- | ----------------------------------- | ------------------- | --------------------------- | ------------- |
| január 7.      | SOS                                 | SZA                 | 128 000                     | [ 5 ] [ 6 ]   |
| január 14.     | SOS                                 | SZA                 | 125 000                     | [ 7 ] [ 8 ]   |
| január 21.     | SOS                                 | SZA                 | 125 000                     | [ 9 ] [ 10 ]  |
| január 28.     | SOS                                 | SZA                 | 119 000                     | [ 11 ] [ 12 ] |
| február 4.     | SOS                                 | SZA                 | 111 000                     | [ 13 ] [ 14 ] |
| február 11.    | The Name Chapter: Temptation        | Tomorrow X Together | 161 500                     | [ 15 ] [ 16 ] |
| február 18.    | SOS                                 | SZA                 | 100 000                     | [ 17 ] [ 18 ] |
| február 25.    | SOS                                 | SZA                 | 93 000                      | [ 19 ] [ 20 ] |
| március 4.     | SOS                                 | SZA                 | 87 000                      | [ 2 ] [ 21 ]  |
| március 11.    | Mañana Será Bonito                  | Karol G             | 94 000                      | [ 3 ] [ 22 ]  |
| március 18.    | One Thing at a Time                 | Morgan Wallen       | 501 000                     | [ 1 ] [ 23 ]  |
| március 25.    | One Thing at a Time                 | Morgan Wallen       | 259 000                     | [ 24 ] [ 25 ] |
| április 1.     | One Thing at a Time                 | Morgan Wallen       | 209 500                     | [ 26 ] [ 27 ] |
| április 8.     | One Thing at a Time                 | Morgan Wallen       | 197 000                     | [ 28 ] [ 29 ] |
| április 15.    | One Thing at a Time                 | Morgan Wallen       | 173 000                     | [ 30 ] [ 31 ] |
| április 22.    | One Thing at a Time                 | Morgan Wallen       | 167 000                     | [ 32 ] [ 33 ] |
| április 29.    | One Thing at a Time                 | Morgan Wallen       | 166 000                     | [ 34 ] [ 35 ] |
| május 6.       | One Thing at a Time                 | Morgan Wallen       | 149 000                     | [ 36 ] [ 37 ] |
| május 13.      | One Thing at a Time                 | Morgan Wallen       | 138 000                     | [ 38 ] [ 39 ] |
| május 20.      | One Thing at a Time                 | Morgan Wallen       | 141 000                     | [ 40 ] [ 41 ] |
| május 27.      | One Thing at a Time                 | Morgan Wallen       | 134 500                     | [ 42 ] [ 43 ] |
| június 3.      | One Thing at a Time                 | Morgan Wallen       | 129 000                     | [ 44 ] [ 45 ] |
| június 10.     | Midnights                           | Taylor Swift        | 282 000                     | [ 46 ] [ 47 ] |
| június 17.     | 5-Star                              | Stray Kids          | 249 500                     | [ 48 ] [ 49 ] |
| június 24.     | One Thing at a Time                 | Morgan Wallen       | 111 500                     | [ 50 ] [ 51 ] |
| július 1.      | One Thing at a Time                 | Morgan Wallen       | 110 000                     | [ 52 ] [ 53 ] |
| július 8.      | One Thing at a Time                 | Morgan Wallen       | 110 500                     | [ 54 ] [ 55 ] |
| július 15.     | Pink Tape                           | Lil Uzi Vert        | 167 000                     | [ 56 ] [ 57 ] |
| július 22.     | Speak Now (Taylor’s Version)        | Taylor Swift        | 716 000                     | [ 58 ] [ 59 ] |
| július 29.     | Speak Now (Taylor’s Version)        | Taylor Swift        | 121 000                     | [ 60 ] [ 61 ] |
| augusztus 5.   | Get Up                              | NewJeans            | 126 500                     | [ 62 ] [ 63 ] |
| augusztus 12.  | Utopia                              | Travis Scott        | 496 000                     | [ 64 ] [ 65 ] |
| augusztus 19.  | Utopia                              | Travis Scott        | 147 000                     | [ 66 ] [ 67 ] |
| augusztus 26.  | Utopia                              | Travis Scott        | 185 000                     | [ 68 ] [ 69 ] |
| szeptember 2.  | Utopia                              | Travis Scott        | 161 000                     | [ 70 ] [ 71 ] |
| szeptember 9.  | Zach Bryan                          | Zach Bryan          | 200 000                     | [ 72 ] [ 73 ] |
| szeptember 16. | Zach Bryan                          | Zach Bryan          | 115 000                     | [ 74 ] [ 75 ] |
| szeptember 23. | Guts                                | Olivia Rodrigo      | 302 000                     | [ 76 ] [ 77 ] |
| szeptember 30. | Nostalgia                           | Rod Wave            | 137 000                     | [ 78 ] [ 79 ] |
| október 7.     | Nostalgia                           | Rod Wave            | 88 000                      | [ 80 ] [ 81 ] |
| október 14.    | One Thing at a Time                 | Morgan Wallen       | 74 500                      | [ 82 ] [ 83 ] |
| október 21.    | For All the Dogs                    | Drake               | 402 000                     | [ 84 ] [ 85 ] |
| október 28.    | Nadie Sabe Lo Que Va a Pasar Mañana | Bad Bunny           | 184 000                     | [ 86 ] [ 87 ] |
| november 4.    | One More Time...                    | Blink-182           | 125 000                     | [ 88 ] [ 89 ] |
| november 11.   | 1989 (Taylor’s Version)             | Taylor Swift        | 1 653 000                   | [ 90 ] [ 91 ] |
| november 18.   | 1989 (Taylor’s Version)             | Taylor Swift        | 245 000                     | [ 92 ] [ 93 ] |
| november 25.   | Rock-Star                           | Stray Kids          | 224 000                     | [ 94 ] [ 95 ] |
| december 2.    | For All the Dogs                    | Drake               | 145 000                     | [ 96 ] [ 97 ] |
| december 9.    | 1989 (Taylor’s Version)             | Taylor Swift        | 141 000                     | [ 98 ]        |

## Listavezető előadók
| Helyezés | Ország           | Előadó              | Hetek száma | Listavezető példányszám |
| -------- | ---------------- | ------------------- | ----------- | ----------------------- |
| 1        | Egyesült Államok | Morgan Wallen       | 16          | 2 770 500               |
| 2        | Egyesült Államok | SZA                 | 8           | 788 000                 |
| 3        | Egyesült Államok | Taylor Swift        | 6           | 3 158 000               |
| 4        | Egyesült Államok | Travis Scott        | 4           | 989 000                 |
| 5        | Egyesült Államok | Zach Bryan          | 2           | 315 000                 |
| 5        | Egyesült Államok | Drake               | 2           | 547 000                 |
| 5        | Egyesült Államok | Rod Wave            | 2           | 225 000                 |
| 5        | Dél-Korea        | Stray Kids          | 2           | 473 500                 |
| 8        | Egyesült Államok | Olivia Rodrigo      | 1           | 302 000                 |
| 8        | Puerto Rico      | Bad Bunny           | 1           | 184 000                 |
| 8        | Egyesült Államok | Lil Uzi Vert        | 1           | 167 500                 |
| 8        | Dél-Korea        | Tomorrow X Together | 1           | 161 500                 |
| 8        | Dél-Korea        | NewJeans            | 1           | 126 500                 |
| 8        | Egyesült Államok | Blink-182           | 1           | 125 000                 |
| 8        | Kolumbia         | Karol G             | 1           | 94 000                  |

1. ↑  Csak azok az eladások vannak feltüntetve, amit az előadó a lista élén szerzett